# Bonitus (Feldherr)
Bonitus war ein fränkisch-römischer Feldherr der Spätantike.
Bonitus war germanischer Franke, hatte aber einen wohl keltischen Namen, worauf die Endung -itus hinweist. Dies war wohl auf den jahrhundertelangen kulturellen Austausch zwischen Kelten und Germanen zurückzuführen. Bonitus könnte aus einer Familie von im Römischen Reich angesiedelten Laeten gestammt haben, die im römischen Heer Kriegsdienst leisten mussten. Der Geschichtsschreiber Ammianus Marcellinus erwähnt ihn als Feldherr Kaiser Konstantins des Großen in dessen Bürgerkrieg gegen Licinius, wobei unklar ist, in welchem der Abschnitte dieses Kriegs er genau aktiv war – vielleicht in den entscheidenden Schlachten im Jahr 324. Der Geschichtsschreiber Zosimos weist darauf hin, dass Konstantin viele Germanen in die römische Armee geholt habe, wofür Bonitus ein Beispiel ist.
Bonitus’ Sohn Silvanus stieg zum magister militum (Heermeister) von Konstantins Sohn Constantius II. auf, was das höchste militärische Amt im damaligen Römischen Reich war. Silvanus wurde 355 beseitigt, nachdem er in Colonia Claudia Ara Agrippinensium (dem heutigen Köln) eine Usurpation versucht hatte.
Ansonsten ist über Bonitus nichts bekannt.